# WTA Prostějov
Das WTA Prostějov (offiziell: Nokia Cup) war ein Damen-Tennisturnier der WTA Tour, das 1999 in der tschechischen Stadt Prostějov ausgetragen wurde. Das Turnier fand dann von 2005 bis 2010 wieder in Prag statt.

## Siegerliste

### Einzel
| Jahr                    | Siegerin         | Finalgegnerin      | Ergebnis  |
| ----------------------- | ---------------- | ------------------ | --------- |
| ↓ Kategorie: Tier IVb ↓ |                  |                    |           |
| 1999                    | Henrieta Nagyová | Silvia Farina Elia | 7:62, 6:4 |

### Doppel
| Jahr                    | Siegerinnen                      | Finalgegnerinnen             | Ergebnis      |
| ----------------------- | -------------------------------- | ---------------------------- | ------------- |
| ↓ Kategorie: Tier IVb ↓ |                                  |                              |               |
| 1999                    | Alexandra Fusai Nathalie Tauziat | Květa Peschke Helena Vildová | 3:6, 6:2, 6:1 |